# プリモジュ・ウラガ
プリモジュ・ウラガ（Primož Ulaga、1962年7月20日 - ）は、スロベニア、リュブリャナ出身の元スキージャンプ選手で、ユーゴスラビア及びスロベニア代表として1980年から1992年にかけ国際大会で活躍した。

## プロフィール
1988年カルガリーオリンピックで団体銀メダルを獲得した。
ノルディックスキー世界選手権においては1985年ゼーフェルト大会で90m級6位入賞が最高位。
1988年のスキーフライング世界選手権（西ドイツ、オーベルストドルフ）で銀メダルを獲得している。
スキージャンプ・ワールドカップで通算9勝（2位7回3位7回）をあげた。これはユーゴスラビアの選手としては歴代最多、スロベニア出身選手としてプリモジュ・ペテルカに次ぐ歴代2位の勝利数である。
現在はスロベニアスキー連盟のノルディック部長である。